# Kreis Querfurt
| Basisdaten                                             | Basisdaten                                                |
| ------------------------------------------------------ | --------------------------------------------------------- |
| Bezirk der DDR                                         | Halle                                                     |
| Kreisstadt                                             | Querfurt                                                  |
| Fläche                                                 | 374 km² (1989)                                            |
| Einwohner                                              | 32.146 (1989)                                             |
| Bevölkerungsdichte                                     | 86 Einwohner/km² (1989)                                   |
| Kfz-Kennzeichen                                        | K und V (1953–1990) KU und VU (1974–1990) QFT (1991–1994) |
|                                                        |                                                           |
| Der Kreis Querfurt im Bezirk Halle (anklickbare Karte) |                                                           |

Der Kreis Querfurt war ein Landkreis im Bezirk Halle der DDR. Von 1990 bis 1994 bestand er als Landkreis Querfurt im Land Sachsen-Anhalt fort. Sein Gebiet liegt heute im Landkreis Mansfeld-Südharz und im Saalekreis (Hauptteil) in Sachsen-Anhalt. Der Sitz der Kreisverwaltung befand sich in Querfurt.

## Geographie

### Lage
Der Kreis Querfurt lag nördlich der Unstrut und westlich von Halle (Saale).

### Wichtigste Orte
Die bedeutendsten Orte des Kreises neben der Kreisstadt Querfurt waren die Stadt Schraplau sowie die Gemeinden Barnstädt, Dornstedt, Esperstedt, Farnstädt, Gatterstädt, Langeneichstädt, Lodersleben, Nemsdorf-Göhrendorf, Obhausen, Oechlitz, Osterhausen, Steigra und Vitzenburg.

### Nachbarkreise
Der Kreis Querfurt grenzte im Uhrzeigersinn im Norden beginnend an die Kreise Eisleben, Saalkreis, Merseburg, Nebra, Artern und Sangerhausen.

## Geschichte
Am 25. Juli 1952 kam es in der DDR zu einer umfangreichen Verwaltungsreform, bei der unter anderem die Länder der DDR ihre Bedeutung verloren und neue Bezirke eingerichtet wurden.
Der damalige Landkreis Querfurt wurde dabei ungefähr um die Hälfte verkleinert: Er gab die Gemeinden Altenroda, Balgstädt, Baumersroda, Burgscheidungen, Ebersroda, Freyburg (Unstrut), Gleina, Golzen, Hirschroda, Karsdorf, Kirchscheidungen, Krawinkel, Laucha an der Unstrut, Müncheroda, Nebra (Unstrut), Nißmitz, Plößnitz, Reinsdorf, Schleberoda, Thalwinkel, Tröbsdorf, Wangen, Weischütz, Wennungen, Wetzendorf, Zeuchfeld und Zscheiplitz an den neuen Kreis Nebra ab; die drei Gemeinden Bottendorf, Roßleben und Schönewerda kamen zum neuen Kreis Artern. Aus dem verbleibenden Kreisgebiet wurde der neue Kreis Querfurt mit Sitz in Querfurt gebildet. Der Kreis wurde dem neugebildeten Bezirk Halle zugeordnet.
Am 17. Mai 1990 wurde der Kreis in Landkreis Querfurt umbenannt. Anlässlich der Wiedervereinigung der beiden deutschen Staaten wurde der Landkreis Querfurt im Oktober 1990 dem wiedergegründeten Land Sachsen-Anhalt zugesprochen. Bei der ersten Kreisreform in Sachsen-Anhalt wurde er am 1. Juli 1994 aufgelöst. Er ging hauptsächlich im Landkreis Merseburg-Querfurt auf, nur die Gemeinden Hornburg, Osterhausen und Rothenschirmbach kamen zum Landkreis Mansfelder Land; die Gemeinde Dornstedt wurde dem Saalkreis angegliedert.

### Einwohnerentwicklung
| Jahr      | 1960   | 1971   | 1981   | 1989   |
| Einwohner | 39.001 | 36.041 | 32.865 | 32.146 |

## Wirtschaft
Wichtige Betriebe waren unter anderem:
- VEB Kalkwerk Schraplau
- Mischfutterwerk Querfurt
- VEB Getreide- und Kraftfutterwerk Vitzenburg
- VEB Tonfunk Querfurt
- VEB Zuckerkombinat Unstrut-Helme

## Verkehr
Die F 180 von Magdeburg über Querfurt nach Karl-Marx-Stadt und die F 250 von Querfurt nach Eckartsberga dienten dem überregionalen Straßenverkehr.
Der Kreis Querfurt war mit den Bahnstrecken Merseburg-Querfurt und Röblingen-Vitzenburg in das Eisenbahnnetz der DDR eingebunden.

## Gemeinden
Bei seiner Auflösung umfasste der Landkreis Querfurt folgende 24 Gemeinden:
| - Albersroda - Alberstedt - Barnstädt - Dornstedt - Esperstedt - Farnstädt | - Gatterstädt - Grockstädt - Hornburg - Langeneichstädt - Leimbach - Lodersleben | - Nemsdorf-Göhrendorf - Obhausen - Oechlitz - Osterhausen - Querfurt, Stadt - Rothenschirmbach | - Schmon - Schraplau, Stadt - Steigra - Vitzenburg - Weißenschirmbach - Ziegelroda |

### Gebietsänderungen
30 Gemeinden umfasste der Kreis Querfurt bei seiner Gründung. Diese Anzahl wurde durch einige Eingemeindungen verringert.
- Auflösung der Gemeinden Göhrendorf und Nemsdorf – Zusammenschluss zur Gemeinde Nemsdorf-Göhrendorf (1. Oktober 1965)
- Auflösung der Gemeinde Döcklitz – Eingemeindung nach Obhausen (1. Mai 1974)
- Auflösung der Gemeinden Jüdendorf und Kalzendorf – Eingemeindung nach Steigra (1. Mai 1974)
- Auflösung der Gemeinde Landgrafroda – Eingemeindung nach Ziegelroda (1. Mai 1974)
- Auflösung der Gemeinde Schnellroda – Eingemeindung nach Albersroda (1. Mai 1974)

## Kfz-Kennzeichen
Den Kraftfahrzeugen (mit Ausnahme der Motorräder) und Anhängern wurden von etwa 1974 bis Ende 1990 dreibuchstabige Unterscheidungszeichen, die mit den Buchstabenpaaren KU und VU begannen, zugewiesen. Die letzte für Motorräder genutzte Kennzeichenserie war VT 50-01 bis VT 99-99.
Anfang 1991 erhielt der Landkreis das Unterscheidungszeichen QFT. Es wurde bis zum 30. Juni 1994 ausgegeben. Seit dem 27. November 2012 ist es im Saalekreis erhältlich.